# Biblioteca Estatal de Hesse
A Biblioteca Estatal de Hesse (Hessische Landesbibliothek Wiesbaden) é uma biblioteca pública da Alemanha, localizada na cidade de Wiesbaden. Está responsável pela conservação do patrimônio cultural literário e documental do estado de Hesse. Possui uma grande coleção de manuscritos e outras obras raras.

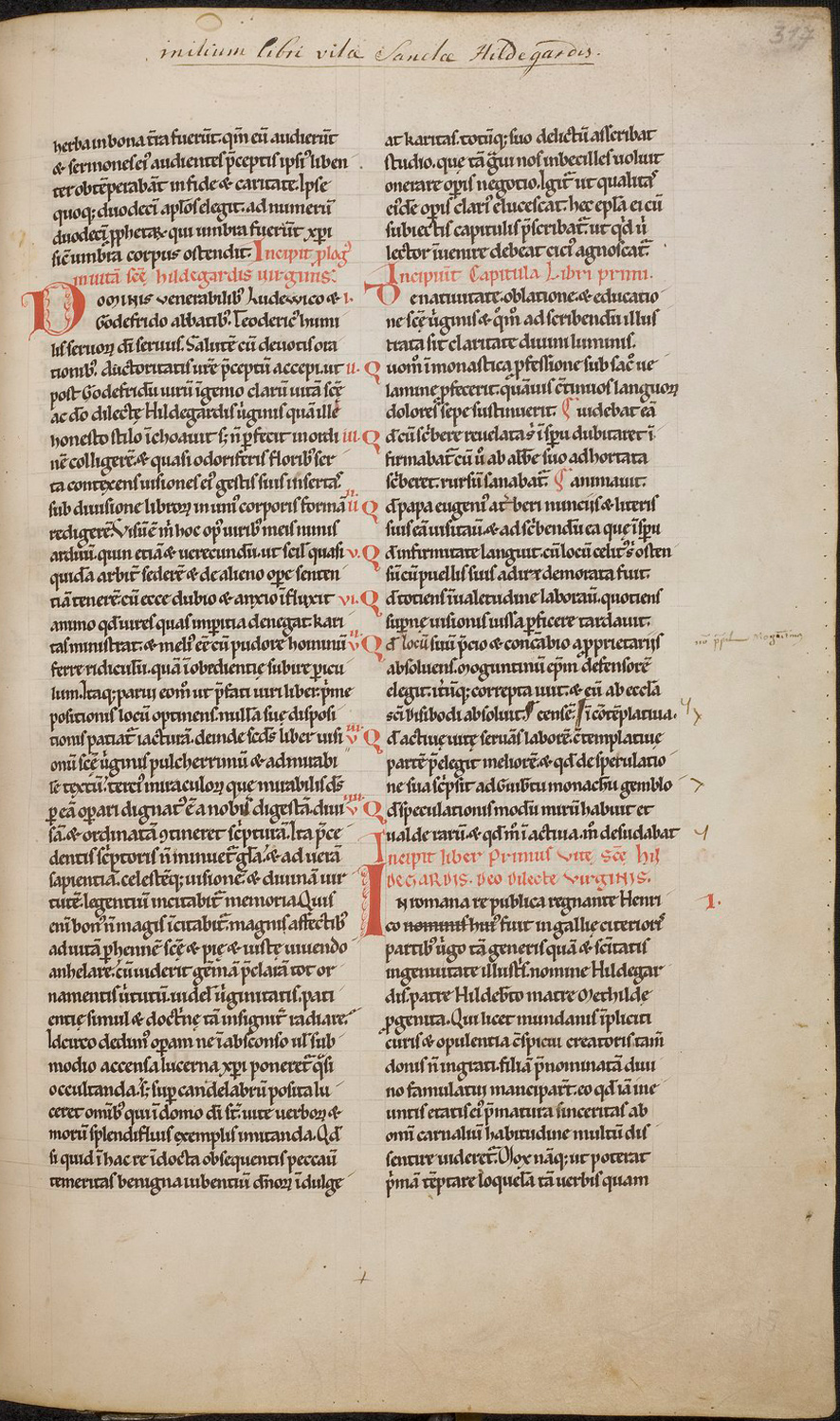
Fólio 317r do Riesencodex, do acervo da Biblioteca

Foi criada a partir da coleção privada reunida por Charlotte Amalie von Nassau-Usingen, no início do século XVIII. A partir do século XIX a coleção foi ampliada com a incorporação de acervos de mosteiros e bibliotecas privadas, sendo aberta ao público em 1813, ano de sua fundação oficial. Em 1866 foi asumida pelo governo da Prússia e recebeu a denominação de Biblioteca Real de Wiesbaden. Em 1900 sua administração foi entregue à cidade de Wiesbaden, e em 1913 foi transferida para um prédio próprio. Durante a II Guerra Mundial sua coleção foi transferida para Dresden, mas foi saqueada pelos russos e se perderam inúmeras obras valiosas. Depois da guerra foi reorganizada em Wiesbaden e em 1963 recebeu seu nome atual.